# Абія-де-ла-Обіспалія
Абія-де-ла-Обіспалія (ісп. Abia de la Obispalía) — муніципалітет в Іспанії, у складі автономної спільноти Кастилія-Ла-Манча, у провінції Куенка. Населення — 73 особи (2010).
Муніципалітет розташований на відстані близько 120 км на схід від Мадрида, 23 км на захід від Куенки.

## Демографія
Динаміка населення (INE ):